# Przemysław Niemiec
Pour les articles homonymes, voir Niemiec.
Przemysław Niemiec, né le 11 avril 1980 à Oświęcim, est un coureur cycliste polonais. Professionnel entre 2002 et 2018, il a remporté une étape sur le Tour d'Espagne 2014 et a terminé sixième du classement général du Tour d'Italie 2013. Il compte à son palmarès 13 victoires UCI dans sa carrière, dont le Tour de Slovénie en 2005. Il a également gagné des étapes du Tour du Trentin, de la Route du Sud, de la Semaine Coppi et Bartali et du Tour de Turquie.

## Biographie
Przemysław Niemiec commence sa carrière professionnelle en 2002 dans l'équipe Amore & Vita-Beretta. Recruté par l'équipe Miche en 2004, il remporte avec cette équipe le Tour de Slovénie en 2005 et le Tour de Toscane en 2006. En 2009, il gagne une étape sur le montagneux Tour du Trentin puis la Route du Sud, victoire forgée lors de la deuxième étape grâce à une attaque décisive dans le Tourmalet.
En 2011, il est recruté par la Lampre-ISD et effectue ainsi sa première saison dans le Pro Tour, le plus haut niveau du cyclisme mondial. Après avoir participé à ses deux premiers grands tours, le Tour d'Italie et Tour d'Espagne, il obtient son premier top 10 sur une épreuve du Pro Tour à l'occasion du Tour de Lombardie qu'il termine cinquième. Initialement, il devait travailler pour Damiano Cunego triple vainqueur de la classique italienne mais les difficultés de Cunego l'ont amené à disputer ses chances et a finalement terminé dans le premier groupe de poursuivants derrière Oliver Zaugg. En 2013, il s'illustre dans les courses par étapes avec la neuvième place sur le Tirreno-Adriatico, la septième sur le Tour de Catalogne et la sixième sur le Tour du Trentin avant de prendre la sixième place du Tour d'Italie dans lequel il compte deux podiums d'étape (troisième de la 15e et deuxième de la 16e). En 2014, il se classe troisième du Tour du Trentin puis échoue dans son objectif de bien figurer au Tour d'Italie en terminant quarante-neuvième. Quelques mois plus tard, il performe sur son tour national, le Tour de Pologne qu'il achève au cinquième rang. Lors de la quinzième étape du Tour d'Espagne, il remporte son premier succès sur un grand tour en résistant en tant que baroudeur au retour des favoris au sommet de l'ascension de Lagos de Covadonga.
En 2017, la Lampre devient UAE Emirates. En avril, Niemiec chute lors du Tour de Croatie et se fracture une clavicule et une rotule. De retour en course au championnat de Pologne, en juin, il dispute le Tour de Pologne, le Tour d'Espagne, et contribue à la victoire de son coéquipier Diego Ulissi au classement général du Tour de Turquie, terminant pour sa part à la huitième place. Alors qu'il ne figure pas dans la première mouture d'UAE Emirates pour 2018, il se voit finalement proposer un nouveau contrat avec cette équipe.
Il annonce mettre un terme à sa carrière à l'issue du Tour de Turquie 2018, après 17 années chez les professionnels.

## Palmarès et résultats

### Palmarès par année
- 2001
  - 3e du championnat de Pologne sur route espoirs
  - 3e de Bassano-Monte Grappa
  - 3e du Gran Premio due Paesi in Festa
- 2003
  - Giro del Medio Brenta
- 2004
  - Gran Premio Città di Rio Saliceto e Correggio
- 2005
  - 1re étape du Tour du Trentin
  - Tour de Slovénie :
    - Classement général
    - 3e étape

  - 2e de la Route du Sud
  - 3e du Tour des Apennins
- 2006
  - Tour de Toscane
  - 3e étape de la Route du Sud
  - 3e du Tour de Slovénie
- 2008
  - 3e étape de la Route du Sud
- 2009
  -  Champion de Pologne de la montagne
  - 2e étape du Tour du Trentin
  - Route du Sud :
    - Classement général
    - 2e étape

  - 3e du Tour du Trentin
- 2010
  - 3e étape de la Semaine internationale Coppi et Bartali
  - 2e étape du Tour des Pyrénées
  - 2e de la Semaine internationale Coppi et Bartali
  - 2e du Tour des Pyrénées
  - 3e de la Semaine cycliste lombarde
- 2011
  - 5e du Tour de Lombardie
- 2013
  - 6e du Tour d'Italie
  - 7e du Tour de Catalogne
  - 9e de Tirreno-Adriatico
- 2014
  - 15e étape du Tour d'Espagne
  - 3e du Tour du Trentin
  - 5e du Tour de Pologne
- 2016
  - 1re étape du Tour de Turquie
  - 2e du Tour de Hainan

### Résultats sur les grands tours

#### Tour de France
1 participation 
- 2013 : 57e

#### Tour d'Italie
6 participations
- 2011 : 40e
- 2012 : 39e
- 2013 : 6e
- 2014 : 49e
- 2015 : 40e
- 2016 : abandon (14e étape)

#### Tour d'Espagne
5 participations
- 2011 : 54e
- 2012 : 15e
- 2014 : 26e, vainqueur de la 15e étape
- 2015 : abandon (2e étape)
- 2017 : 86e

### Classements mondiaux
| Année           | 2005 | 2006 | 2007 | 2008 | 2009 | 2010 | 2011 | 2012 | 2013 | 2014 | 2015 |
| --------------- | ---- | ---- | ---- | ---- | ---- | ---- | ---- | ---- | ---- | ---- | ---- |
| UCI World Tour  |      |      |      |      |      |      | 82e  | 140e | 42e  | 76e  | nc   |
| UCI Europe Tour | 26e  | 31e  | 890e | 227e | 35e  | 24e  |      |      |      |      |      |